# Westafrikanische Pflanzungsgesellschaft Victoria

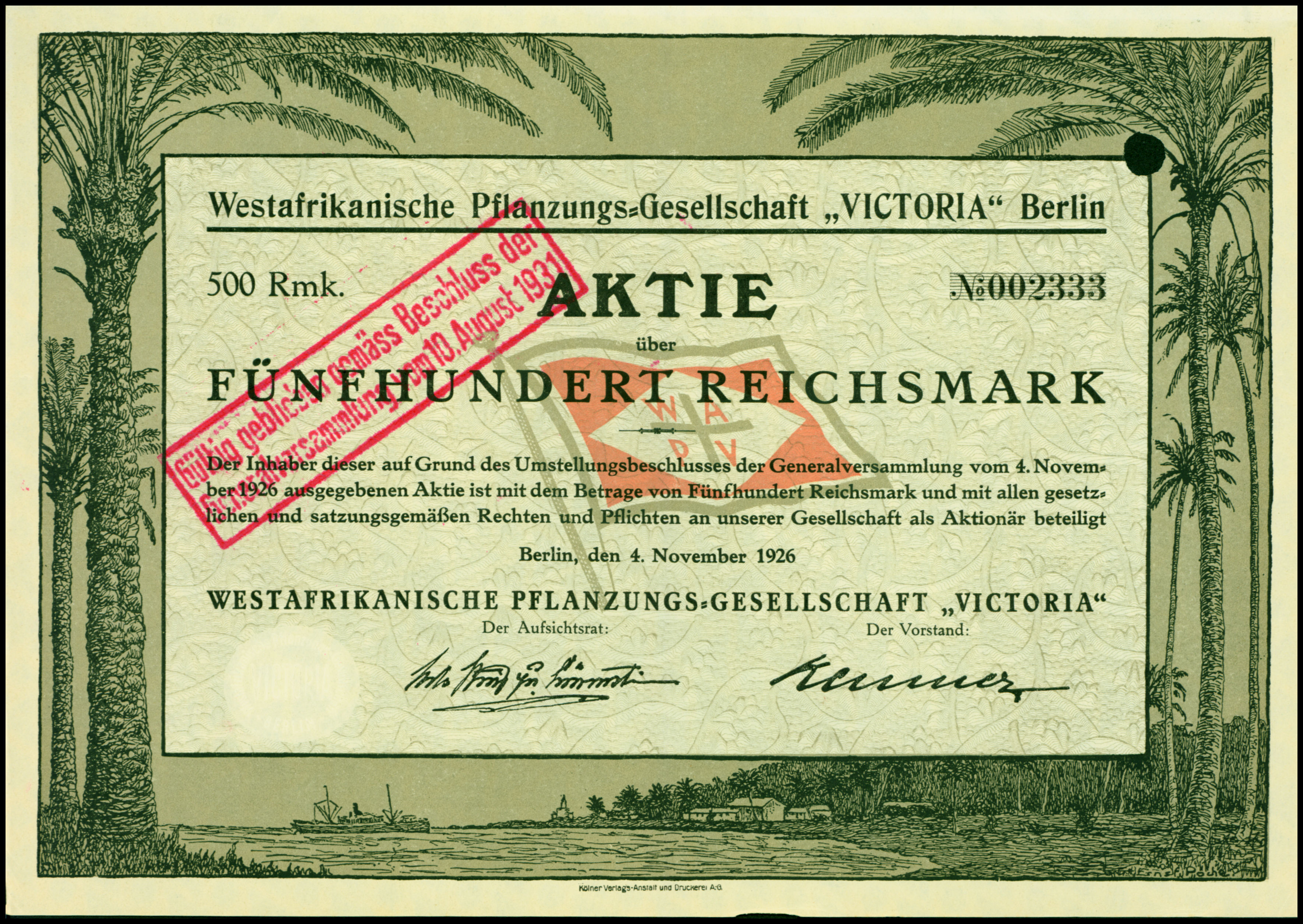
Action de la Westafrikanische Pflanzungs-Gesellschaft Victoria en date du 4 novembre 1926

La Westafrikanische Pflanzungsgesellschaft Victoria (société de plantation ouest-africaine de Victoria) était la compagnie de plantation la plus importante du Cameroun allemand (Kamerun).

## Historique
La firme a été fondée en 1897 par l'explorateur Eugen Zintgraff (1858-1897) qui lève un capital de 2,5 millions de marks. Le gouverneur von Puttkamer, qui soutient le développement des plantations au Cameroun occidental, est aussi actionnaire de cette société dont le siège est à Victoria. Elle acquiert la plantation Günther à Soppo en 1902. Elle est propriétaire en 1904 de vingt mille hectares, dont la majorité est plantée de cacaotiers, et dont les terres se trouvent surtout dans le territoire des Kpés qui y sont donc employés. Vingt Européens encadrent environ deux mille ouvriers agricoles indigènes en 1913.
La WAPV est expropriée après la Première Guerre mondiale. Elle peut toutefois racheter une partie de son ancien domaine à une vente aux enchères londonienne de 1925. Elle est plantée de bananiers et ensuite de théiers. Au début de la Seconde Guerre mondiale, son ancien domaine est presque reconstitué. Elle devient en 1947 la propriété de la Cameroon Development Corporation (CDC).

## Victoria-Pflanzungsbahn
La société fait construire, en 1910, une ligne de chemin de fer à voie étroite de 60 cm, sur une longueur de 66 km. Elle reliait la côte avec Victoria au bourg de Soppo et traversait les plantations de la société. Elle était utilisée pour le transport des denrées et du matériel, mais aussi des personnes.